# Roger van de Velde
Roger van de Velde (Boom 13 februari 1925 - Antwerpen 30 mei 1970) was een Vlaams schrijver. Hij was de zoon van Jan Frans van de Velde, wijnhandelaar, en Maria Callaert. Hij trouwde in 1947 met Rosa Verboven.
Hij was journalist voor de Nieuwe Gazet en publiceerde ook in de jongerentijdschriften Arsenaal en Nieuw Gewas.
Zoals in de data hieronder goed te volgen is, wordt Van de Velde vanaf 1961 ten gevolge van zijn Palfium (=dextromoramide)-verslaving (die hij oorspronkelijk als pijnstiller had gebruikt wegens verscheidene maagoperaties) verschillende malen geïnterneerd in gevangenissen en psychiatrische instellingen. Omdat hij een publicatieverbod had werd hem het gebruik van een typemachine ontzegd. Zijn verhalen werden door zijn vrouw (in haar onderbroek) de gevangenis uit gesmokkeld.
In 1970 ontving Van de Velde de Arkprijs van het Vrije Woord. In dat zelfde jaar overleed hij op 30 mei aan de gevolgen van drank en drugsgebruik, zittend op een caféterras in Antwerpen. Hij is begraven op begraafplaats Schoonselhof in Antwerpen.

## Data
- 13-2-1925 : Geboorte te Boom van Roger van de Velde, zoon van Jan Frans van de Velde, wijnhandelaar, en Maria Callaert
- 1932 : Dood van Jan Frans van de Velde
- 1932-1939 : Lager onderwijs in de Broedersschool te Boom
- sep. 1939-mei 1940 : Middelbaar onderwijs op internaat te Jemappes
- juni 1940-1945 : Middelbaar onderwijs aan het Sint-Henricuscollege te Antwerpen
- 28 juni 1947 : Huwelijk met Rosa Verboven
- 19 juli 1947 : Indiensttreding als journalist bij De Nieuwe Gazet
- 1 september 1947 : Geboorte van zijn dochter Thérèse / Eerste maagoperatie
- 23 maart 1950 : Geboorte van zijn zoon Max
- 19 mei 1951 : Geboorte van zijn zoon Luc / Tweede maagoperatie
- september 1956 : Belgisch kampioen zwemmen voor sportjournalisten / Eerste Palfium-kuur
- maart 1960 : Derde maagoperatie
- september 1961 : Eerste arrestatie
- 20 februari 1962 : Internering in Antwerpen (daarna in Doornik en Merksplas)
- 11 februari 1963 : Vrijlating
- 2 maart 1963 : Internering in Antwerpen (daarna in Doornik)
- 21 februari 1964 : Vrijlating
- 4 maart 1964 : Internering in Antwerpen
- 19 maart 1964 : Vrijlating
- 26 juni 1964 : Internering in Antwerpen (daarna in Turnhout)
- 15 februari 1965 : Vrijlating
- 19 februari 1965 : Internering in Antwerpen (daarna in Turnhout)
- 9 oktober 1965 : Vrijlating
- 28 maart 1966 : Internering in Antwerpen (daarna in Merksplas)
- 28 november 1966 : Vrijlating
- 1966 : Debuteert met Galgenaas
- 18 augustus 1967 : Internering in Antwerpen
- 1967 : De slaapkamer, bekroond met de Dr. Philipsenprijs voor verhalend proza.
- 11 januari 1968 : Vrijlating
- 25 april 1968 : Internering in Antwerpen (daarna in Turnhout)
- 27 december 1968 : Vrijlating
- 29 maart 1969 : Internering in Antwerpen
- 28 augustus 1969 : Vrijlating
- 10 oktober 1969 : Internering in Antwerpen (daarna in Merksplas)
- 1969 : De knetterende schedels
- 1969 : Recht op antwoord
- 2 april 1970 : Vrijlating
- 7 mei 1970 : Ark-prijs voor het Vrije Woord
- 30 mei 1970 : Dood van Roger van de Velde
- 3 juni 1970 : Begrafenis op Schoonselhof, Antwerpen

## Publicaties
- Galgenaas (verhalen, 1966), ISBN 90-223-0323-3
- De slaapkamer (1967)
- De knetterende schedels (verhalen, 1969); ''Knisternde Schädel'', deutsche Übersetzung von Annette Wunschel, Berlin : Suhrkamp, 2024, ISBN 978-3-518-22548-6
- Recht op antwoord (essay, 1969)

Postuum:
- Tabula Rasa (novelle, 1970), ISBN 90-223-0258-X
- Kaas met gaatjes (verhalen, 1970)
- De dorpsveroveraar (verhalen, 1973)
- Recht op antwoord & al het andere proza (Verzameld werk, 1980)